# Istebki
Istebki – niewielka polana na północnych stokach Pienin, w ich części zwanej Pieninkami. Znajduje się przy niebieskim szlaku turystycznym Bajków Groń – Sokolica – Szczawnica, blisko rozdroża szlaków na Bajkowym Groniu. Stoki w okolicy polany porasta naturalny las jodłowy z dorosłymi okazami buków. Według legendy nazwa polany pochodzi od domków tatarskich, które rzekomo na tej polanie stały podczas oblężenia Zamku Pienińskiego. Według Józefa Nyki jest to legenda naiwna niemająca nic wspólnego z rzeczywistością.
W latach 1987–1988 znaleziono tu rzadki w Polsce gatunek porostu – kropnicę kamienną Bacidia trachona.
Polana znajduje się w granicach Krościenka nad Dunajcem w województwie małopolskim, w powiecie nowotarskim.

## Szlak turystyki pieszej
ze Szczawnicy przez przewóz promowy (Nowy Przewóz) na drugą stronę Dunajca. Dalej Sokolą Percią przez Sokolicę, przełęcz Sosnów, Czertezik i Czerteż na Bajków Groń. Czas przejścia od przeprawy promowej na Bajków Groń: 2:30 h, ↓ 2:15 h